# Lewis Reeve Gibbes
Pour les articles homonymes, voir Reeve (nom) et Gibbes.
Lewis Reeve Gibbes est un naturaliste et un médecin américain, né le 14 août 1810 à Charleston (Caroline du Sud) et mort le 21 novembre 1894 dans cette même ville.

## Biographie
Il est le fils de Lewis Ladson Gibbes. Il est diplômé en 1829 au South Carolina College. Il enseigne jusqu’en 1834 avant d’entreprendre des études de médecine à l’école de médecine de la Caroline du Sud où il reçoit un titre de docteur en 1836. Il voyage en Europe et rencontre à Paris Louis Joseph Gay-Lussac (1778-1850), Jean-Baptiste Dumas (1800-1884) et Pierre Louis Dulong (1785-1838).
Il devient alors professeur de mathématique et de philosophie naturelle au College de Charleston. Il fait paraître en 1845 ses observations sur le transit de Mercure et en 1850 une étude sur les crustacés. Il commence à diriger le College de Charleston. Il présente en 1875 une publication sur une table synoptique pour classer les éléments chimiques (elle paraîtra en 1886). Il doit prendre sa retraite en 1892 à la suite d'une maladie oculaire.

## Source
- (en) Biographie sur le site du département de chimie et de biochimie du College de Charleston